# مرکز مطالعات راهبردی ارتش جمهوری اسلامی ایران
مرکز مطالعات راهبردی ارتش جمهوری اسلامی ایران اتاق فکر و بنیاد پژوهشی مطالعات راهبردی وابسته به ارتش جمهوری اسلامی ایران است. این مرکز در سال ۱۳۹۰ تأسیس شد و نخستین فرمانده آن سید عبدالرحیم موسوی بود.
مرکز مطالعات راهبردی ارتش ۷ گروه مطالعاتی و ۲ معاونت دارد، که وظیفه آنها فراهم کردن پشتیبانی فکری و مشاوره‌ای از طریق انجام فعالیت‌های مطالعاتی، بررسی و ارایه اندیشه‌ها و ایده‌های نو در حوزه‌های مختلف نظامی (مأموریتی و پشتیبانی) برای بهره‌گیری در تدوین طرح‌های راهبردی آجا (اهداف، سیاست‌ها، دکترین و راهبردها) همچنین طراحی‌های اساسی و پایه‌ای آجا و ارتقای فرماندهی و مدیریت صحنه است.
هم‌اکنون سرتیپ احمدرضا پوردستان ریاست مرکز مطالعات راهبردی ارتش را برعهده دارد. وی در سال ۱۳۹۶ جایگزین سرتیپ داوود آقامحمدی شد. رئیس این مرکز به‌طور مستقیم توسط رهبر جمهوری اسلامی در جایگاه فرمانده کل قوا منصوب می‌شود.